# David Boehm
Pour les articles homonymes, voir Boehm.
David Boehm est un scénariste américain né le 1er février 1893 à New York (États-Unis), décédé le 31 juillet 1962 à Santa Monica (États-Unis).

## Filmographie partielle
- 1933 : Grand Slam
- 1933 : Ex-Lady
- 1933 : Chercheuses d'or de 1933 (Gold diggers of 1933)
- 1933 : La Vie de Jimmy Dolan (The Life of Jimmy Dolan)
- 1934 : Easy to Love de William Keighley
- 1934 : L’École de la beauté (Search for beauty) de Erle C. Kenton
- 1934 : The Personality Kid (en)
- 1935 : Le Corbeau (The Raven) de Lew Landers (d'après Edgar Allan Poe)
- 1936 : Florida Special
- 1937 : A Doctor's Diary (en)
- 1938 : Peck's Bad Boy with the Circus
- 1942 : Powder Town
- 1944 : Knickerbocker Holiday